# EX-114
La carretera EX-114 es de titularidad de la Junta de Extremadura. Su categoría es básica. Su denominación oficial es   EX-114 , de   EX-103  a Quintana de la Serena.

## Historia de la carretera
Es la antigua BA-632 que fue renombrada en el cambio del catálogo de Carreteras de la Junta de Extremadura en el año 1997.

## Inicio
Su origen está en la intersección de las carreteras   EX-103  y   EX-111  cerca de Zalamea de la Serena. (38°40′19″N 5°39′40″O / 38.672067, -5.661181)

## Final
Su final está en intersección de las carreteras   EX-115  y   EX-346  cerca de Quintana de la Serena. (38°45′01″N 5°40′53″O / 38.750142, -5.681383)